# Вервулвси Ваљево
Вервулвси Ваљево су клуб америчког фудбала из Ваљева у Србији. Основани су 2012. године и своје утакмице играју на стадиону у Ваљеву. Такмиче се тренутно у Првој лиги Србији, другом рангу такмичења - Група Југ.